# Миза Віхула

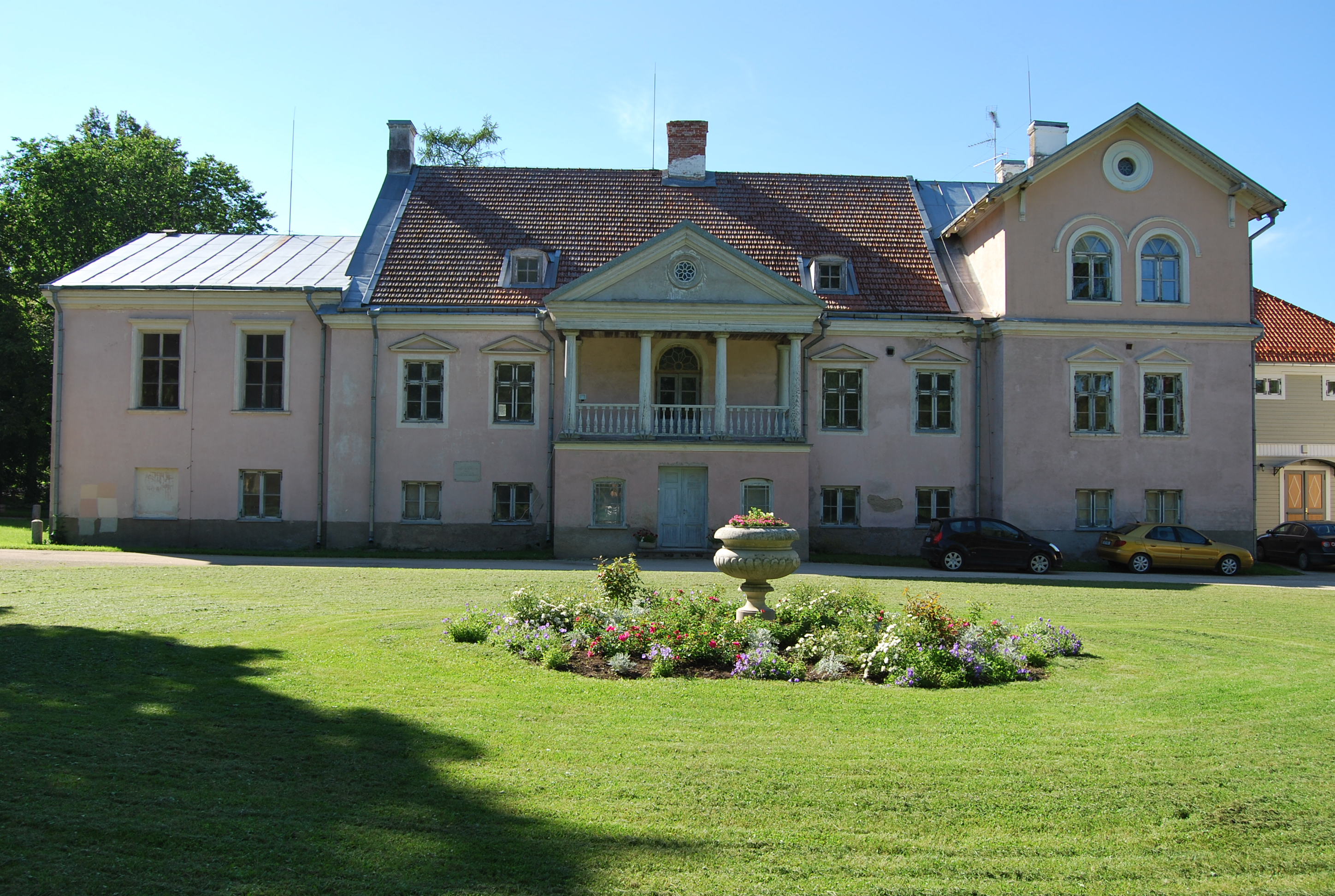

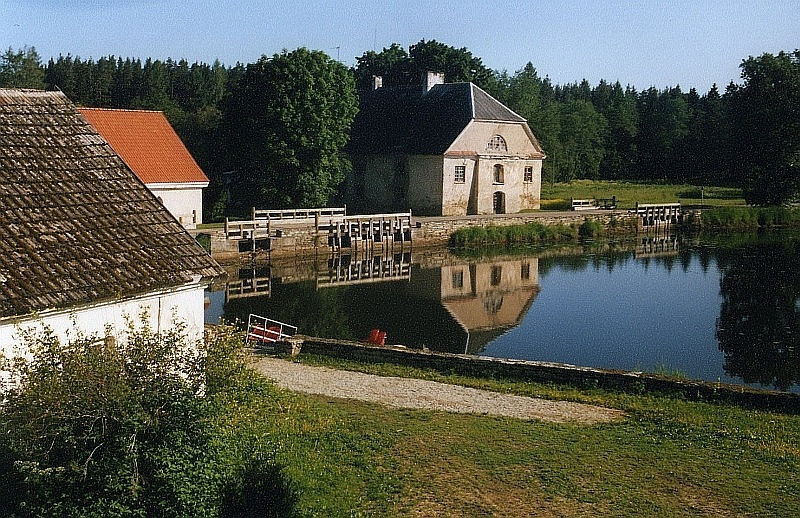

Миза Віхула (ест. Vihula mõis, нім. Viol) вперше була згадана в 1501 р., коли нею володіла дворянська родина фон Лоде. В XVII-XVIII ст. миза належала фон Гельфрейхам, які розбудували садибу в стилі бароко. До того часу відноситься окрема двоповерхова садиба та найстаріші частини панського будинку.
В 1810 р. маєток був придбаний родиною фон Шубертів, у володінні яких садиба залишалася до переселення 1939 р. Фон Шуберти розширювали старий бароковий будинок кілька разів; нинішній неоренесансний вигляд він набув у 80-ті роки XIX ст. в ході перебудови, виконаної за проєктом архітектора Фрідриха Мода. В XIX ст. було побудовано також низку цікавих підручних будівель, які утворили мальовничий комплекс на високому березі загати. На під'їзній дорозі було встановлено стовпи з гербами фон Шубертів.
Після другої світової війни в будинку мизи знаходився будинок пристарілих. Будинок дуже постраждав під час пожежі 1982 р. Після чого розпочалися великі реставраційні роботи як в колишньому панському будинку, так і в усій мизі. Нині миза належить приватним особам, а в садибі, що заховався в глибині парку, діє готель.